# Blabomma californicum
Espèce
Synonymes
- Chorizomma californicum Simon, 1895
- Blabomma grandis Chamberlin & Ivie, 1937

Blabomma californicum est une espèce d'araignées aranéomorphes de la famille des Cybaeidae.

## Distribution
Cette espèce se rencontre aux États-Unis en Californie et au Washington et au Canada en Colombie-Britannique,.

## Description
Le mâle holotype mesure 5 mm.

## Étymologie
Son nom d'espèce lui a été donné en référence au lieu de sa découverte, la Californie.

## Publication originale
- Simon, 1895 : Descriptions de quelques arachnides de Basse-Californie faisant partie des collections du Dr Geo. Marx. Bulletin de la Société Zoologique de France, vol. 20, p. 134-137 (texte intégral).